# Skodborg Herred

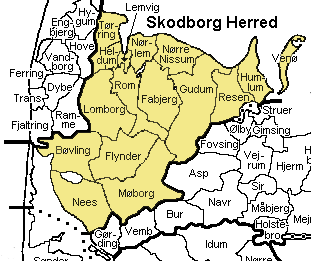
Skodborg Herred

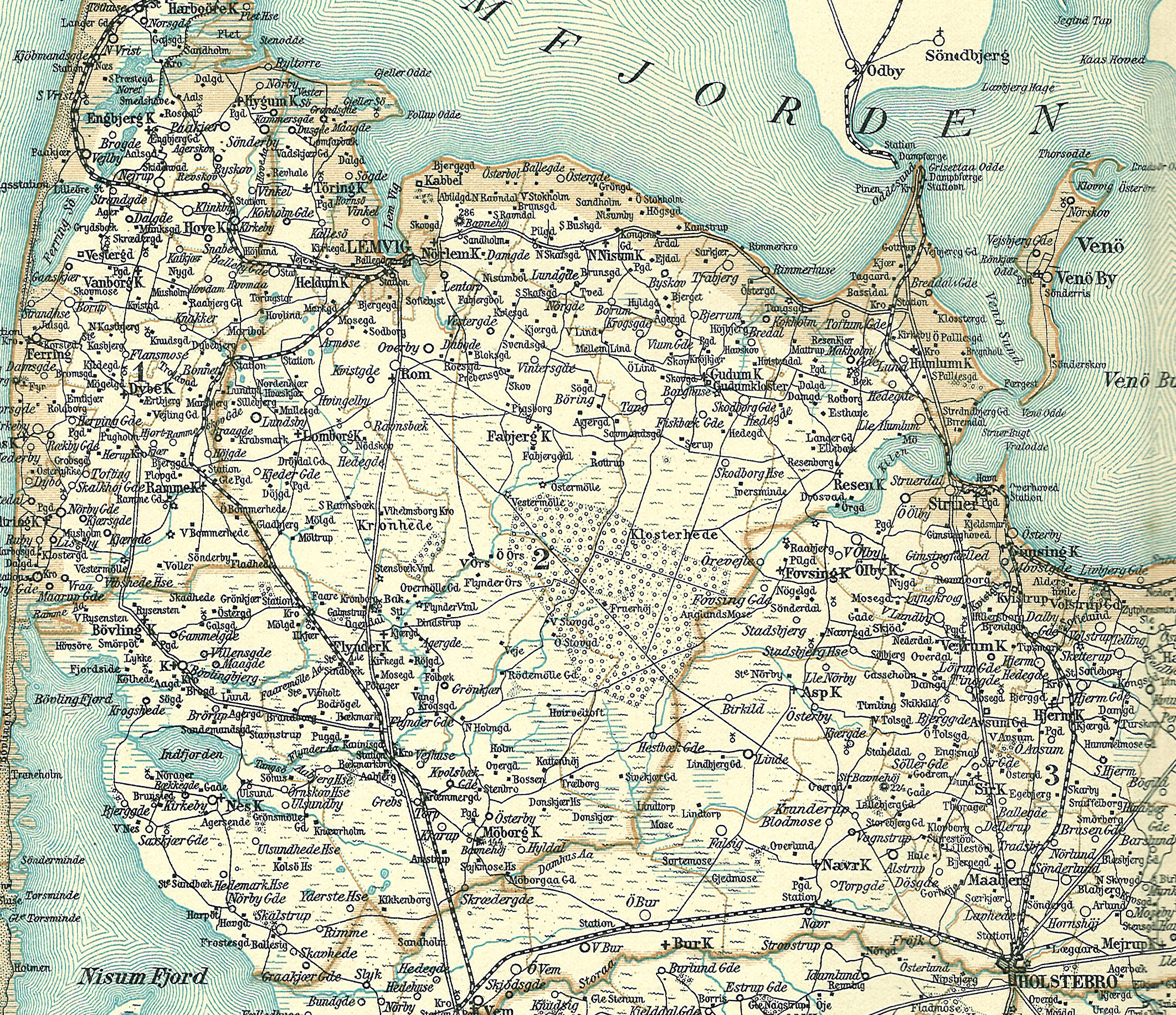
Skodborg Herred rond 1900

Skodborg Herred was een herred in het voormalige Ringkøbing Amt in Denemarken. In Kong Valdemars Jordebog wordt Skodborg vermeld als  Skodburghæreth. Het gebied ging in 1970 op in de nieuwe provincie Ringkøbing.

## Parochies
Naast de stad Lemvig omvatte de herred oorspronkelijk 15 parochies.
- Bøvling
- Fajberg
- Flynder
- Gudum
- Heldum
- Humlum
- Lemvig
- Lomborg
- Møborg
- Nees
- Nørlem
- Nørre Nissum
- Resen
- Rom
- Tørring
- Venø